# Gargnässelet
Gargnässelet är en sjö i Sorsele kommun i Lappland och ingår i Umeälvens huvudavrinningsområde. Sjön har en area på 1,06 kvadratkilometer och ligger 294,9 meter över havet. Gargnässelet ligger i Vindelälven Natura 2000-område. Sjön avvattnas av vattendraget Gargån.

## Delavrinningsområde
Gargnässelet ingår i det delavrinningsområde (724763-159922) som SMHI kallar för Utloppet av Gargnässelet. Medelhöjden är 309 meter över havet och ytan är 4,78 kvadratkilometer. Räknas de 72 avrinningsområdena uppströms in blir den ackumulerade arean 790,99 kvadratkilometer. Gargån som avvattnar avrinningsområdet har biflödesordning 3, vilket innebär att vattnet flödar genom totalt 3 vattendrag innan det når havet efter 262 kilometer. Avrinningsområdet består mestadels av skog (53 procent). Avrinningsområdet har 1,04 kvadratkilometer vattenytor vilket ger det en sjöprocent på 21,8 procent. Bebyggelsen i området täcker en yta av 0,3 kvadratkilometer eller 6 procent av avrinningsområdet.